# مشروع التحليل الجيني للعائلة
مشروع التحليل الجيني للعائلة (بالإنجليزية: Surname DNA project)‏ هو مشروع علم الأنساب الجيني الذي يستخدم اختبارات الحمض النووي الأنساب لتتبع نسب الذكور.
في معظم الثقافات، هناك عدد قليل من الألقاب الأمومية، أو أسماء العائلة،  أو لا يوجد على الإطلاق، لذلك لا يزال هناك عدد قليل من مشاريع اللقب الأمومي. ومع ذلك، فإن اختبارات الحمض النووي لها نفس القدر من الأهمية لكلا الجنسين (انظر اختبار الحمض النووي للأنساب ).
نظرًا لأن الألقاب تنتقل من الأب إلى الابن في العديد من الثقافات (الأبوية) ، ويتم تمرير الكروموسومات Y (Y-DNA) من الأب إلى الابن بمعدل طفرة يمكن التنبؤ به، يمكن للأشخاص الذين يحملون نفس اللقب استخدام اختبار الحمض النووي لتحديد الأنساب إذا كان لديهم سلف مشترك في التاريخ الحديث.

## أنظر أيضا
- دراسة الاسم الواحد
- انقراض الألقاب

## روابط خارجية
- قائمة سيندي - دراسات ومشاريع اللقب الحمض النووي
- مشاريع DNA على ISOGG Wiki
- اسم العائلة DNA لشجرة العائلة والمشاريع الجغرافية